# UH-232
UH-232 ((+)-UH232) je lek koji deluje mešoviti agonist-antagonist dopaminskih receptora koji je selektivan za pojedine podtipove. On je slab parcijalni agonist na D3 podtipu, i antagonist na D2Sh autoreceptorima u dopaminergičnim nervnim završecima. On uzrokuje otpuštanje dopamina u mozgu i ima stimulišuče dejstvo. On sprečava načina ponašanja koji je uzrokovan kokainom. On je ispitivan za primenu u lečenju šizofrenije. Ispitivanja su prekinuta jer je pogoršavao simptome.